# سبلگره
سبلگره (به انگلیسی: Sabalgarh) یک منطقهٔ مسکونی در هند است که در بخش مورنا واقع شده‌است. سبلگره ۴۰٬۳۳۳ نفر جمعیت دارد و ۲۱۲ متر بالاتر از سطح دریا واقع شده‌است.